# 교묘한 밤 거북한 밤
교묘한 밤 거북한 밤은 민중가요 작곡가 윤민석이 2003년 겨울에 애창 크리스마스 캐럴 7곡에다가 대한민국의 부패한 정치 상황을 풍자하는 내용의 노랫말을 붙여 자신의 사이트인 송앤라이프에 올린 곡이다.

## 내용
첫 소절인 ‘교묘한 밤 거북한 밤’은 유명한 크리스마스 캐럴 《고요한 밤 거룩한 밤》의 글자를 살짝 바꾼 것이다.
원곡과 패러디 제목들은 아래와 같다.
1. 고요한 밤 거룩한 밤 - 교묘한 밤 거북한 밤
2. 기쁘다 구주 오셨네 - 기쁘다 검찰 오셨네
3. 루돌프 사슴 코 - 금고는 열라(엄청의 인터넷용어) 커
4. 산타할아버지 우리 마을에 오시네 (울면 안돼) - 돈만 안돼
5. 창밖을 보라 - 저놈을 보라
6. 징글 벨 - 썩은 정치 다 죽는다
7. 북치는 소년 - 깨끗한 대한민국